# سینت جیمز، استرالیای غربی
سینت جیمز (به انگلیسی: St James) یک منطقهٔ مسکونی در استرالیا است که در استرالیای غربی واقع شده‌است.